# Mordechai Limon

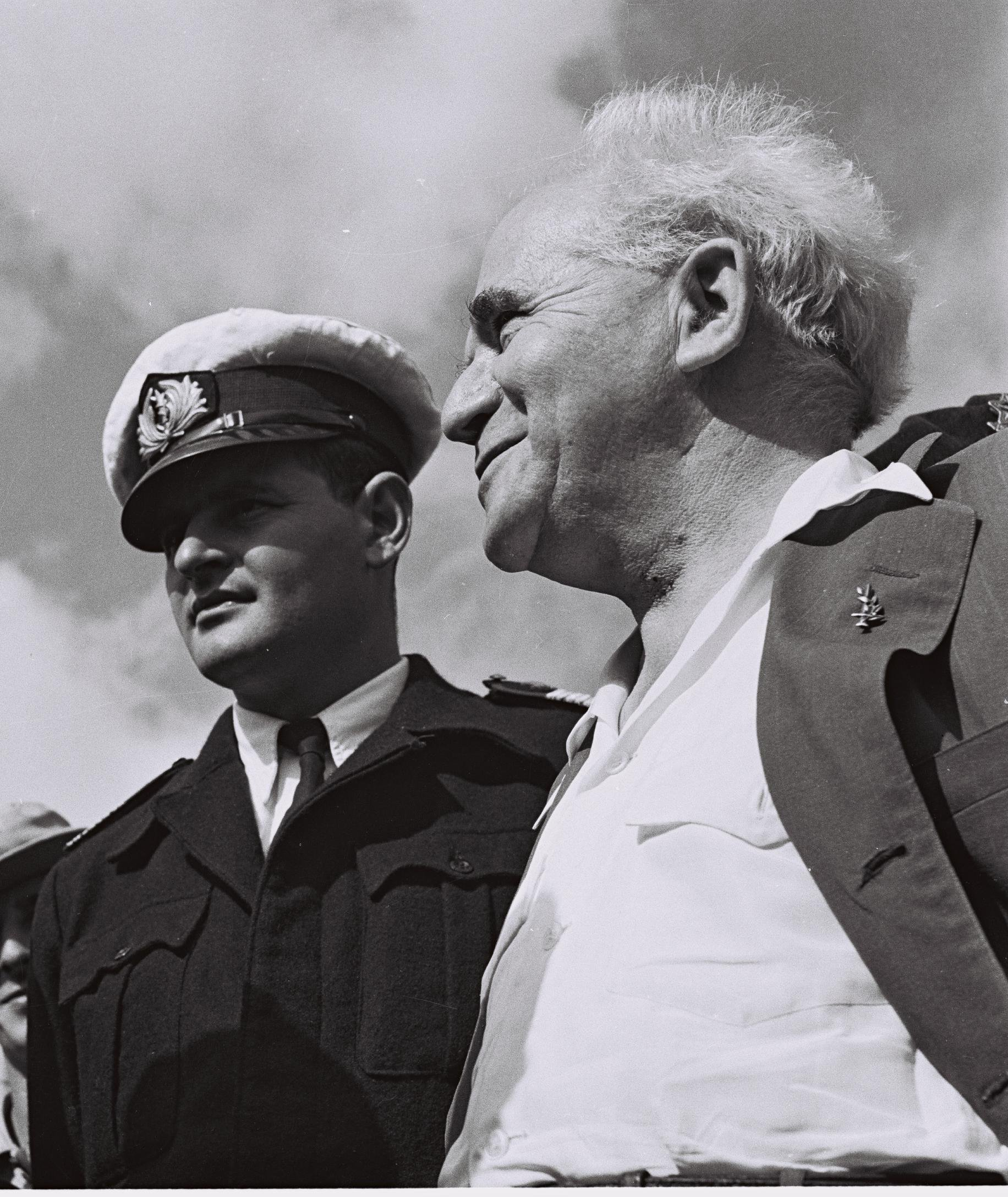
Mordechai Limon (links) mit David Ben-Gurion, November 1950

Mordechai Limon (hebräisch מרדכי לימון, * 3. Januar 1924 in Polen; † 16. Mai 2009) war der vierte Befehlshaber der Israelischen Marine. Er hatte dieses Amt vom 14. Dezember 1950 bis zum 1. Juli 1954 inne.

## Leben
Limon kam im Jahr 1932 nach Palästina. Er wuchs in Tel Aviv auf und trat der Jugendorganisation Hashomer Hatzair bei. Während des Zweiten Weltkriegs schloss sich Limon der paramilitärischen Palmach an und diente dort innerhalb der Marinegruppe Palyam. Zudem meldete er sich freiwillig für die britische Handelsmarine, wo er das Kommandieren von Schiffen erlernte. Er überwachte das Cherbourg-Projekt, bei dem es um den Schmuggel von fünf Flugkörperschnellbooten ging, die von Israel erworben, von Frankreich aber im Rahmen eines Waffenembargos beschlagnahmt worden waren. Er wurde daraufhin von Frankreich ausgewiesen.